# Halle Torwar
La Halle Torwar est une enceinte sportive de Varsovie en Pologne.
Elle est située à proximité du stade du maréchal Józef Piłsudski et a d'abord été utilisée pour des concerts, des matchs de hockey sur glace et d'autres sports de salle.
C'est la salle habituelle de l'équipe de hockey du Legia Varsovie et est parfois utilisée par sa section basket-ball.

## Histoire
Inaugurée en 1953, elle a été modernisée en 1999 avec une capacité de 4 824 places.

## Évènements sportifs
- Finale 2001 de la Coupe Saporta dans laquelle le Maroussi Athènes a battu l'Élan sportif chalonnais[1].
- Les championnats d'Europe de patinage artistique 2007 du 22 au 28 janvier 2007
- Le tour préliminaire de l'Eurobasket en septembre 2009[2].

## Concerts
Les concerts qui y sont organisés attirent entre 5 000 et 8 000 personnes avec des artistes tels que Pearl Jam, Iron Maiden, Placebo, Depeche Mode, Jean-Michel Jarre, R.E.M., Simply Red, Tokio Hotel, 50 Cent, Snoop Dogg, KoRn, The Cure, Rihanna, Mark Knopfler ou Alicia Keys.